# BTX (hidrocarboneto)

Diagramas estruturais dos hidrocarbonetos BTX

BTX é uma sigla que, nas indústrias de refino de petróleo e petroquímica, refere-se a misturas de benzeno, tolueno e os três isômeros de xileno, todos hidrocarbonetos aromáticos. Os isômeros de xileno são distinguidos pelas designações orto- (ou o-), meta- (ou m-) e para- (ou p-), conforme indicado no diagrama ao lado. Se o etilbenzeno for incluído, a mistura às vezes é chamada de BTEX.
Os aromáticos BTX são materiais petroquímicos muito importantes. O consumo global de benzeno, estimado em mais de 40.000.000 de toneladas em 2010, apresentou um crescimento sem precedentes de mais de 3.000.000 de toneladas em relação ao nível observado em 2009. Da mesma forma, o consumo de para-xileno apresentou um crescimento sem precedentes em 2010, crescendo 2.800.000 toneladas, um crescimento total de dez por cento em relação a 2009.
O tolueno também é um petroquímico valioso para uso como solvente e intermediário em processos de fabricação de produtos químicos e como componente de gasolina de alta octanagem.